# Sirmilik-Nationalpark
Der Sirmilik-Nationalpark (englisch Sirmilik National Park of Canada, französisch Parc national du Canada Sirmilik, Inuktitut ᓯᕐᒥᓕᒃ ᒥᕐᖑᐃᓯᕐᕕᒃ ᑲᓇᑕᒥ) umfasst die Bylot-Insel sowie Teile der nördlichen Baffininsel und ist mit rund 22.200 Quadratkilometern der drittgrößte der mehr als 40 Nationalparks in Kanada. Sein Inuktitut-Name bedeutet „Ort von Gletschern“. Die gesetzlichen Voraussetzungen für die Schaffung des Nationalparks wurden im Jahr 1999 getroffen und in der kanadischen Nationalpark-Verordnung vom 19. Februar 2001 festgeschrieben, nachdem zuvor schon 1965 auf der Bylot-Insel ein Vogelschutzgebiet errichtet worden war.

## Geografie
Geografisch ist der Sirmilik-Nationalpark dreigeteilt in
- die Bylot-Insel,
- den Nordosten der Borden-Halbinsel
- und ein südlich von Pond Inlet gelegenes Gebiet zwischen Oliver-Sund und Paquet Bay.

### Bylot-Insel

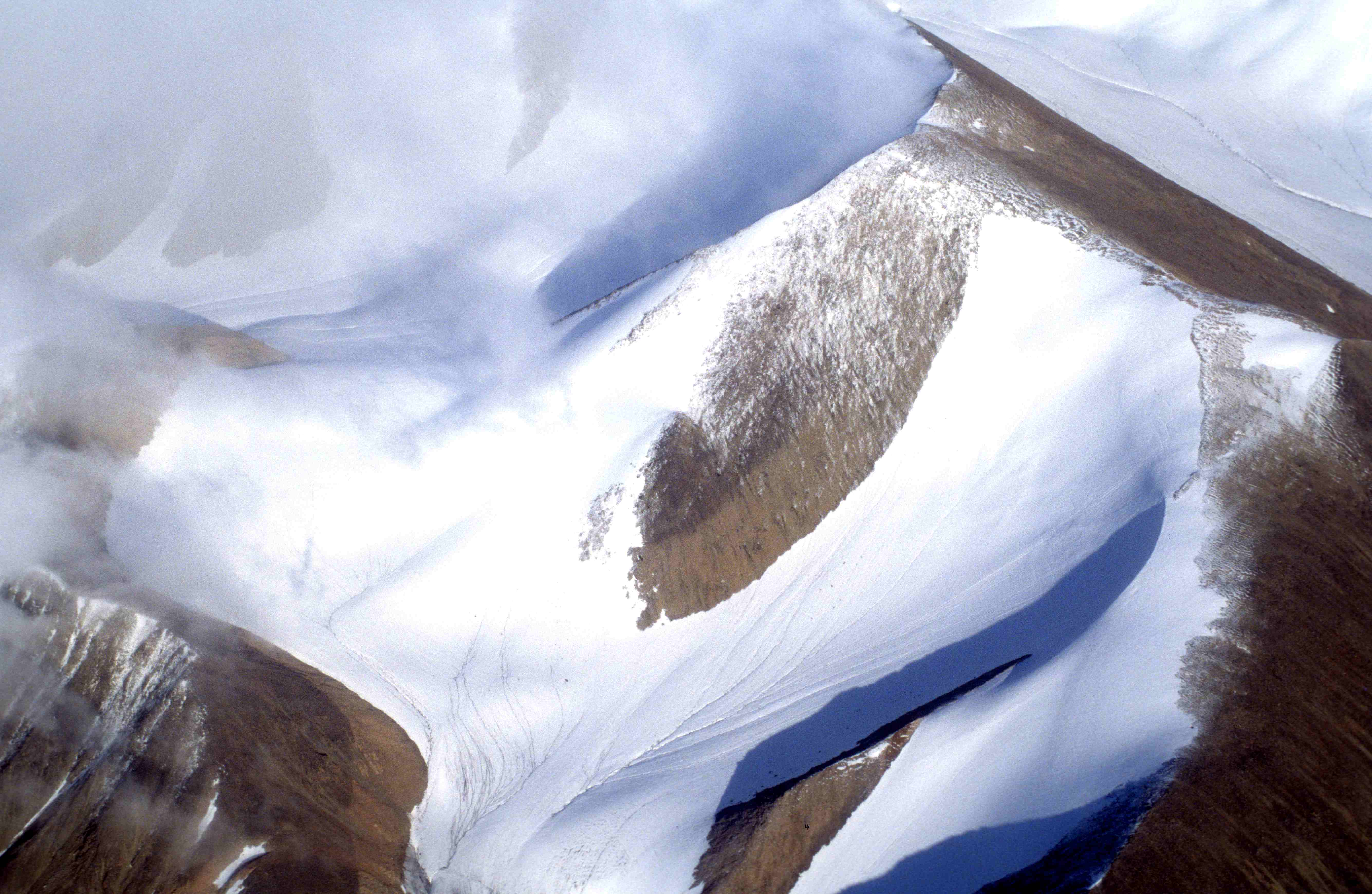
Byam Martin Mountains auf Bylot Island

An der Nordostflanke der Bylot-Insel treffen die Ozeanströmungen der Baffinbai und des Lancastersundes zusammen und verursachen die Bildung einer lang gezogenen, dreispitzigen Polynja, einer „Stelle, wo Strömungen das Meer selbst in härtesten Wintern nicht zufrieren lassen“. Diese Polynja (Lancaster Sound Polynya) erstreckt sich vom Lancastersund um die Nord- und Ostküste der Bylot-Insel in die Baffinbai und nach Norden an der Ostküste der Devon-Insel entlang. Sie ist der wesentlichste Grund dafür, dass die rund 11.000 Quadratkilometer große Bylot-Insel mit ihren steil aufragenden Felsen am Cape Hay im Nordwesten am Lancastersund und rund um das Cape Graham Moore im Südosten am Übergang des Pond Inlet in die Baffinbai zu einem Vogelparadies und schon als Vogelschutzgebiet, das auch das Meer in 3.200 Metern Umkreis einschließt, zur bekanntesten Region des Nationalparks wurde.

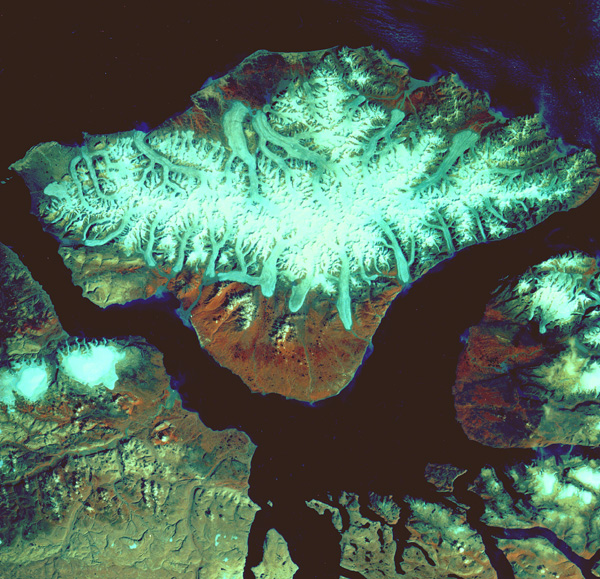
NASA-Bild der Bylot-Insel, Nunavut

Das bis 2.100 Meter hohe gebirgige Zentralmassiv der Insel Bylot, das einen Teil der Arktischen Kordillere bildet, ist fast zur Hälfte mit einer Eiskappe bedeckt, von der über 500 meist noch unbenannte Gletscherzungen teils bis zum Meer hinunterfließen, teils in den Tiefebenen der Insel, den lowlands, enden und im Sommer zahllose Gewässer speisen. Quer über die Insel verläuft von Südosten nach Nordwesten die Gebirgskette der Byam Martin Mountains. Zu ihnen gehört auch der höchste Berggipfel der Insel, der zentral gelegene Malik Mountain mit 2.100 Metern. Die Küsten der Insel, vor allem im Südosten, sind überwiegend durch steile, palisadenartig aufsteigende Felsen und meerwärts wandernde Gletscher charakterisiert, doch finden sich auch flachere und von vielen Gletscherbächen durchzogene Küstenstriche, so Abschnitte der Nordostküste, die Nordwestspitze und die durch das Vorhandensein von Hoodoos bekannte südwestliche Küstenregion.

### Borden-Halbinsel

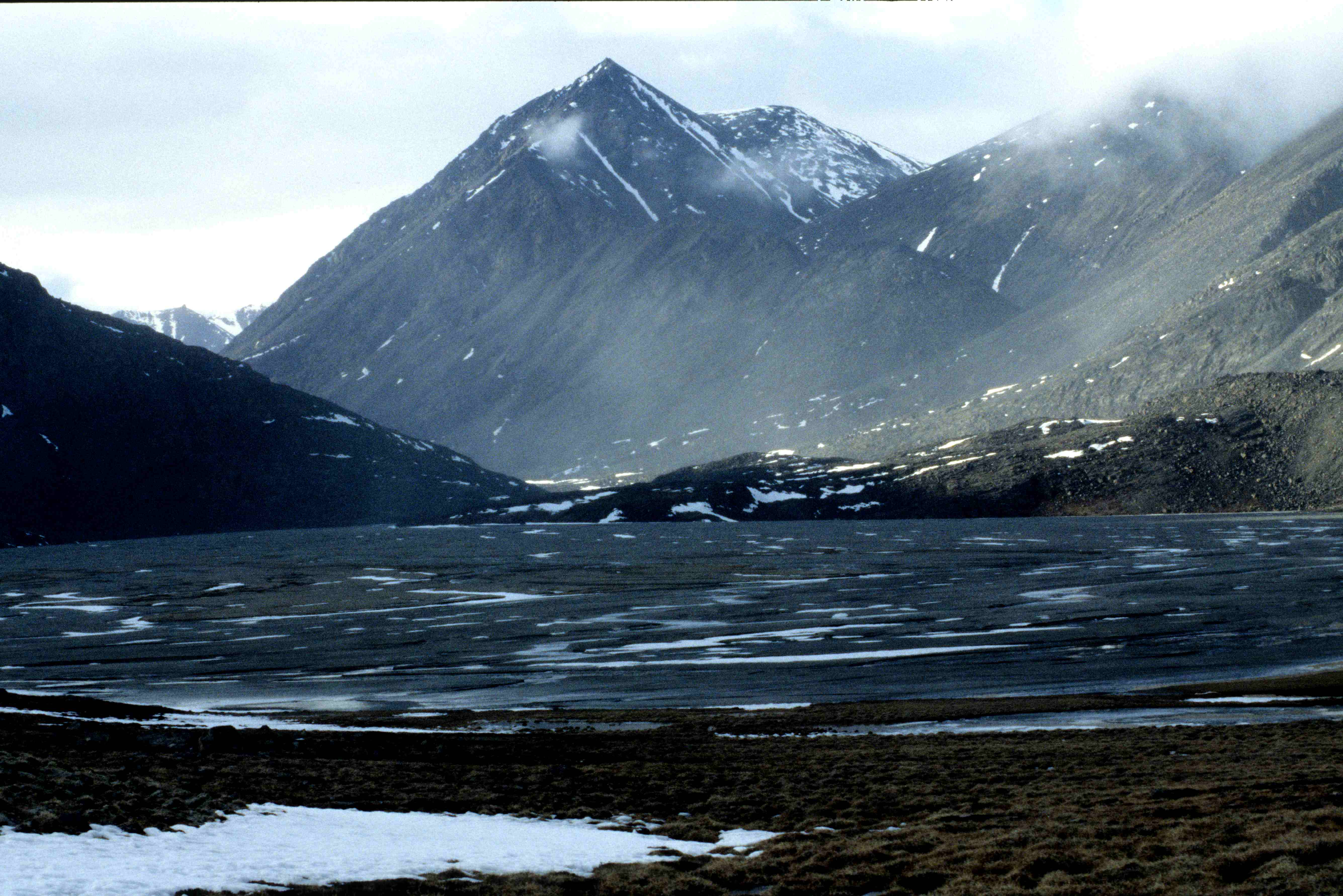
Grundmoräne eines ehemaligen Gletschers auf Bylot Island

Die Borden-Halbinsel stellt ein ausgedehntes Plateau mit einer höchsten Erhebung von rund 1.380 Metern dar. Sie ist durch breite Flusstäler zerklüftet und besitzt eine Vogelkolonie an der Baillarge Bay.

### Oliver-Sund
Der Oliver-Sund im Süden von Pond Inlet ist ein langer, schmaler Fjord, den hohe Kliffs und eine bis zur Paquet Bay reichende Eis- und Gletscherregion von bis zu 1.650 Metern Höhe umgeben.

## Klimatische Verhältnisse
Im Norden der Baffin-Insel herrscht polares Meeresklima, was lange, kalte Winter und kurze, kühle Sommer bedeutet. Das Frühjahr endet erst Mitte Juni, und die wärmste Zeit ist Ende Juli, Anfang August mit durchschnittlichen Höchsttemperaturen von 10 °C. Der Januar als kältester Monat hat durchschnittliche Höchsttemperaturen von etwa −30 °C. Niederschläge fallen verhältnismäßig reichlich, was sich positiv auf die Flora auswirkt.

## Geschichte

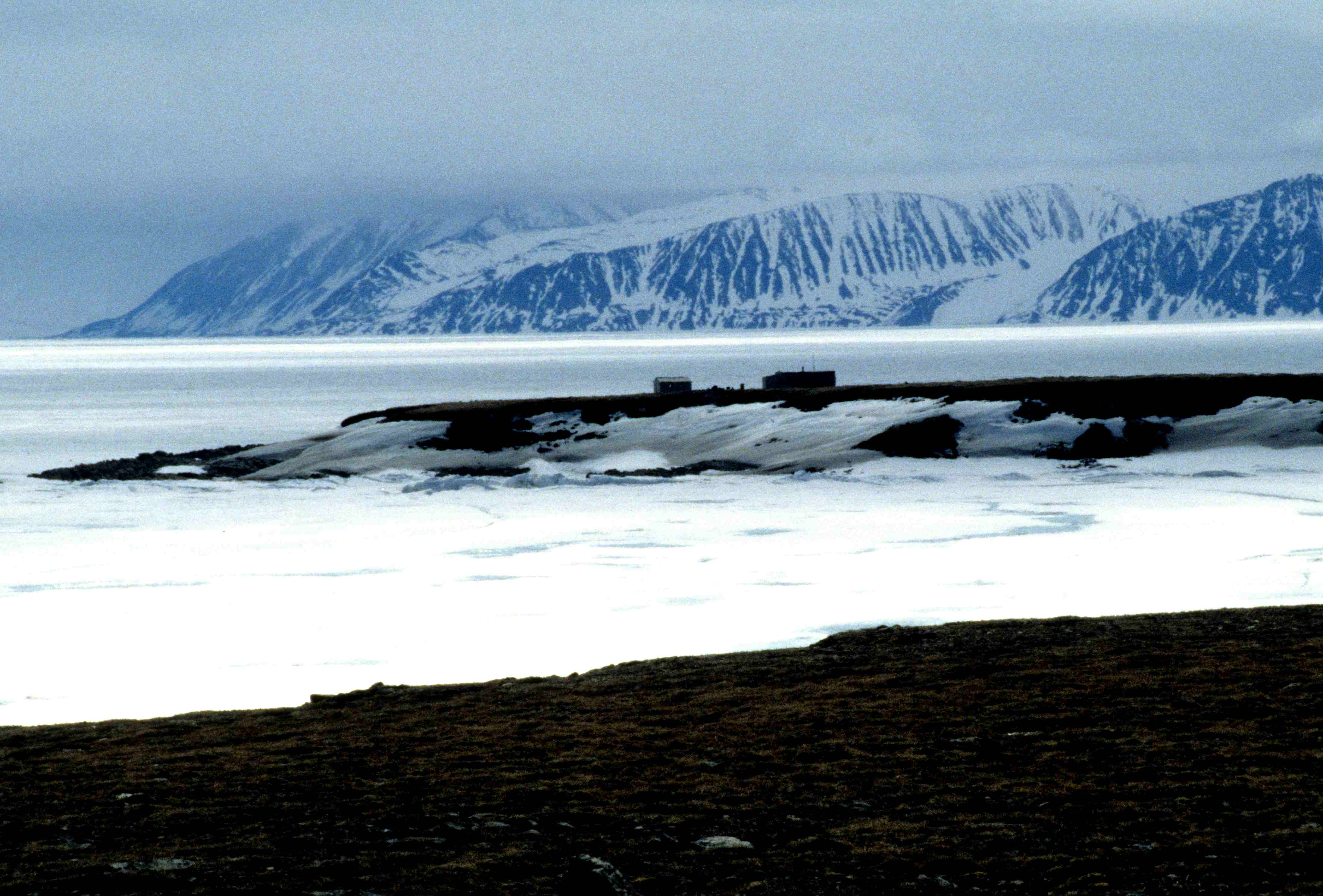
Relikte des Handelspostens am Button Point nahe Cape Graham Moore (auf der gegenüber liegenden Seite des Pond Inlet die Küste der Baffin-Insel)

Durch das Auswerten vieler archäologischer Grabungsstätten lassen sich für das Gebiet des Nationalparks mehr als 4.000 Jahre Besiedlung durch Angehörige der Dorset-Kultur und der Thule-Kultur wie auch durch deren Nachfolger, die Inuit, nachweisen. Im 17. Jahrhundert drangen William Baffin und Robert Bylot zum Lancaster-Sund vor. Belegt ist auch, dass der Eclipse-Sund im Jahr 1820 von Europäern angesteuert wurde, zuerst von William Edward Parry, einem der neueren Erforscher der Arktis. Doch dürften wohl schon vor ihm schottische und amerikanische Walfänger hier aufgekreuzt sein; jedenfalls waren sie während des 19. Jahrhunderts und zu Anfang des 20. Jahrhunderts in den umliegenden Gewässern häufig auf Jagd.
1906 wurde die Bylot-Insel durch Kapitän Joseph Elzéar Bernier zu einem Teil des kanadischen Staatsgebiets erklärt. Nach 1910 befand sich am Button Point nahe Cape Graham Moore für ein paar Jahre ein Handelsposten, dessen Relikte noch zu sehen sind. Besiedelt ist diese Gegend heute nicht mehr.

## Fauna
Die Polynya an der Nordostflanke der Bylot-Insel bietet arktischen Vögeln und Meeressäugern besonderen Nahrungsreichtum und lässt so den Nationalpark, vor allem aber die Bylot-Insel, zur Frühlings- und Sommerheimat einer beständigen und reichhaltigen Seevogelwelt werden; für bestimmte Arten liegen hier sogar die größten Brutkolonien der Erde. Bezieht man noch die während des Frühlings, vor allem aber im Juni erfolgenden Wanderungsbewegungen vieler Landvögel mit ein, dann zeichnet sich der Nationalpark als eines der vielfältigsten Vogelparadiese der Erde aus. Im Vogelschutzgebiet der Bylot-Insel wurden insgesamt mehr als 50 Vogelarten beobachtet, von denen mindestens 30 Arten hier brüten.

### Vogelarten

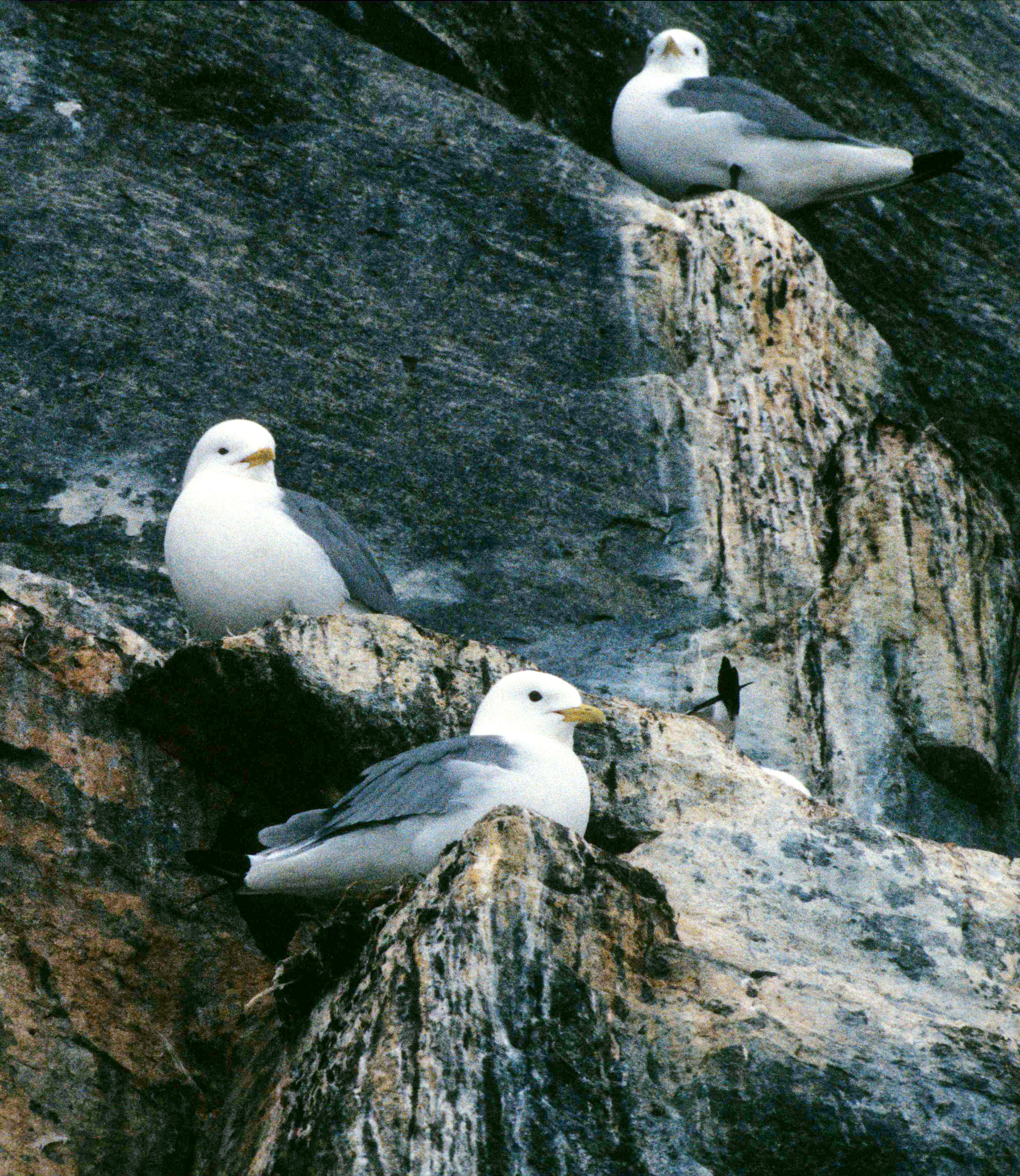
Dreizehenmöwen auf den Klippen von Cape Graham Moore (Südostspitze der Bylot-Insel an der Baffin Bay)

Das Flachland mit seiner Tundra im Südwesten der Insel beherbergt im Sommer viele Arten von Singvögeln, Watvögeln und Wasservögeln (geschätzte Zahl: mehr als eine halbe Million). Hier nisten über 100.000 Größere Schneegänse (Chen caerulescens atlanticus); das ist die größte Schneeganskolonie überhaupt mit rund einem Drittel der Weltpopulation. Auch die typisch arktischen Vogelarten Steinwälzer und Weißbürzel-Strandläufer kommen hierher, und wenigstens drei gewöhnlich in Europa beheimatete Vogelarten wurden hier beobachtet: Sand-Regenpfeifer, Knutt und Steinschmätzer.
Die Zahl der auf den Palisadenklippen nistenden Dickschnabellummen wird auf etwa 320.000 und die der Dreizehenmöwen auf über 50.000 geschätzt. Zu den in großer Zahl vorkommenden Arten zählen überdies Gryllteisten, nordische Sturmvögel, Prachteiderenten neben gewöhnlichen Eiderenten, Eismöwen, Elfenbeinmöwen, Küstenseeschwalben, Schmarotzerraubmöwen und kleine Krabbentaucher aus den riesigen Kolonien des Lancaster-Sund.

### Fische und Meeressäuger
Während der Eisschmelze breitet sich die Fläche offenen Wassers immer mehr aus und bietet Algen und Zooplankton einen idealen Nährboden. Hiervon profitiert eine Vielfalt von Fischarten, so auch der zahlreich auftretende Polardorsch und der arktische Wandersaibling. Es entstehen auf diese Weise reiche Nahrungsgründe – nicht nur für die Vogelwelt, sondern auch für verschiedene Robbenarten, etwa die Bartrobbe und die Ringelrobbe, die ihrerseits wiederum vielen Eisbären als bevorzugte Nahrung dienen; man schätzt, dass sich im Sommer etwa 150 Eisbären auf der Insel aufhalten. In diesen Gewässern ist auch der zu den Gründelwalen gehörige Narwal beheimatet. Während des Spätsommers kommt mehr als die Hälfte aller Narwale der Welt zur Koluktoo Bay am Rande des Eclipse-Sunds. Daneben kommen in diesen Gewässern noch andere Meeressäuger vor, allerdings verhältnismäßig selten: der Weißwal, der Grönlandwal, der Buckelwal und das Walross.

### Landsäugetiere
An Landsäugern kommen im Nationalpark Karibus, Polarfüchse, arktische Wölfe, Erdhörnchen und Polarhasen vor.

## Flora

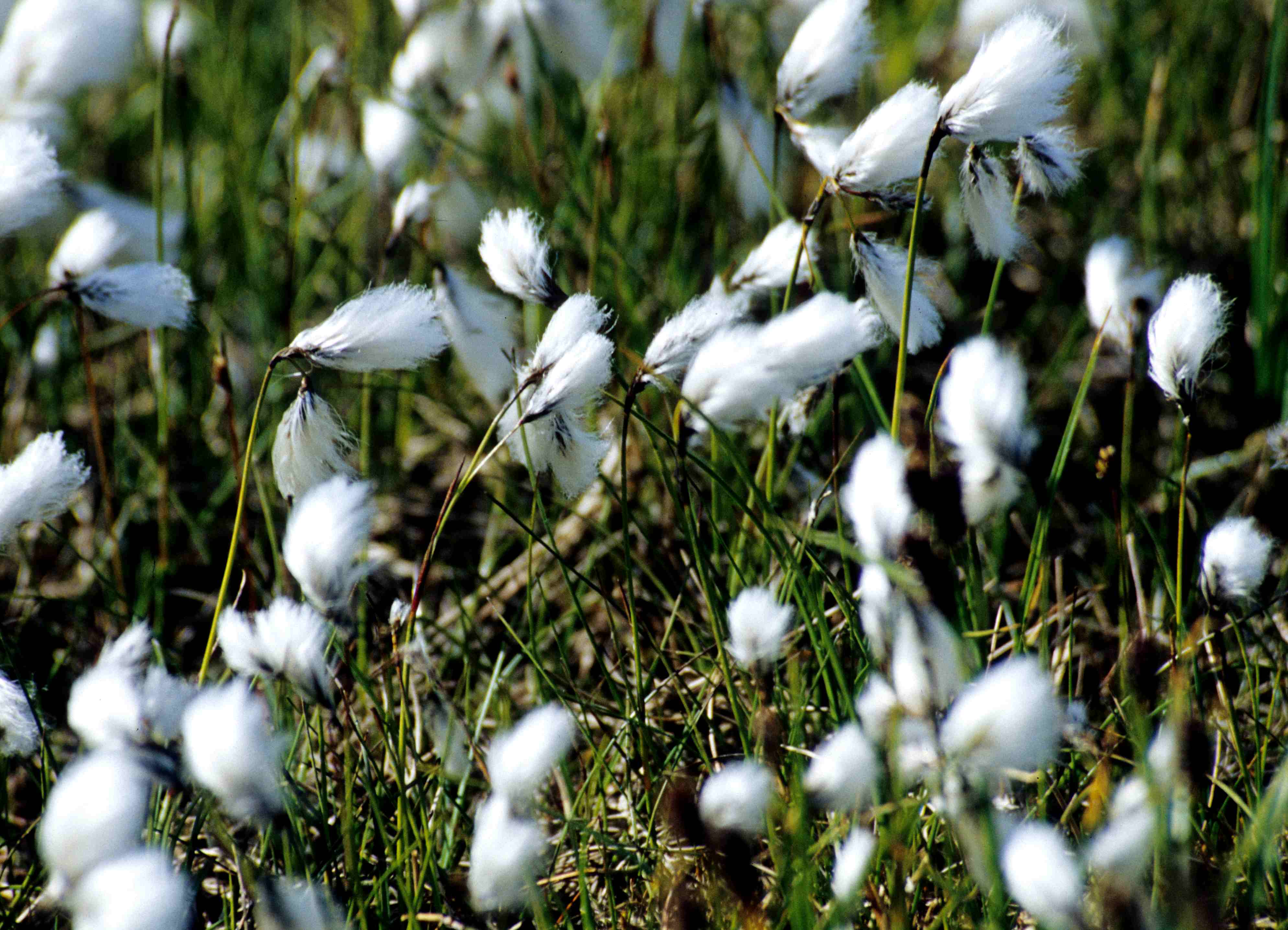
Schmalblättriges Wollgras

Die stark vergletscherten Regionen des Nationalparks lassen nur eingeschränkt Raum für Pflanzenwuchs. Auf Endmoränen, Seitenmoränen, Eskern und anderen Gletschergründen haben sich jedoch mit der Zeit Bodenkrumen entwickelt, so dass sich nicht nur Flechten und Moose, sondern in windgeschützten, der Sonne zugewandten eisfreien Zonen Gefäßpflanzen ansiedeln konnten. So entstanden Pflanzenkissen von Stängellosem Leimkraut und verschiedenen Steinbrechgewächsen. Weit verbreitet kommen auch Gräser, Wollgräser, Arktischer Mohn und Weiße Silberwurz vor sowie niedrige Straucharten wie Zwergbirken, Weidengewächse und Heidekrautgewächse.
Infolge ausreichender Niederschläge gedeiht im Flachland sowie allgemein in der Umgebung von Sumpfgebieten, Wasserlachen und Seen fast die gesamte Arktische Flora.

## Touristische Hinweise

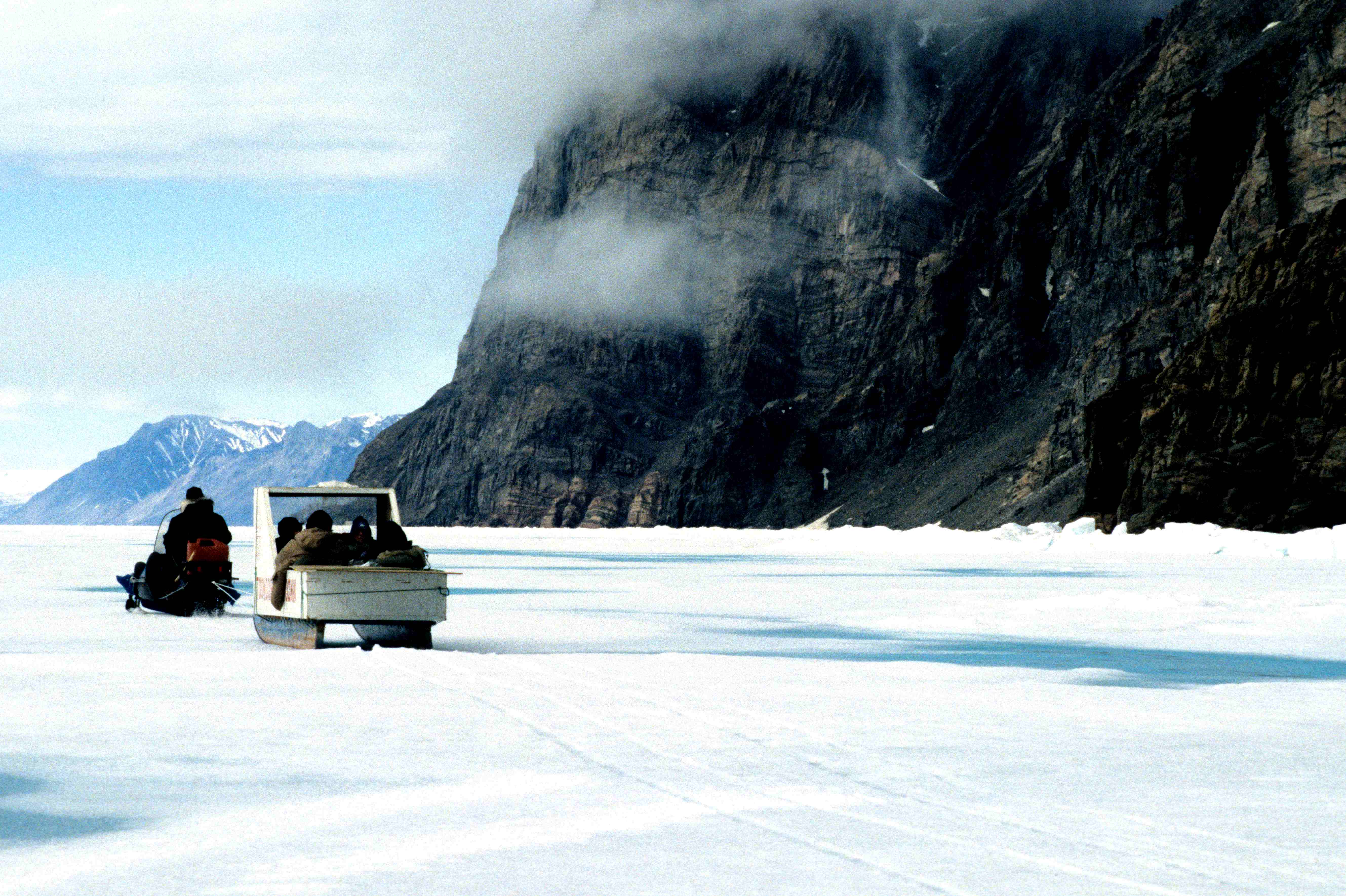
Frühsommerreise auf dem Meereseis an der Bylot-Küste

Der Sirmilik-Nationalpark ist der kanadische Nationalpark mit den wenigsten Besuchern. Im Haushaltsjahr 2022–2023 wurden im Park offiziell nur sechs Besucher registriert. Allerdings hatten auch der Quttinirpaaq-Nationalpark (7 Besucher), der Tuktut-Nogait-Nationalpark (12 Besucher) sowie der Aulavik-Nationalpark (34 Besuchern), nicht deutlich mehr Besucher. Gemeinsam ist diesen Parks mit sehr wenigen Besuchern ihre abgelegene Lage, teilweise sehr weit im Norden.
Der Zugang zum Nationalpark erfolgt im Osten von Pond Inlet aus, wo sich auch das offizielle Büro von Parks Canada befindet. Im Westen ist der Nationalpark von Arctic Bay aus erreichbar. Für Touren auf Skiern oder mit dem Schneemobil empfiehlt sich die Zeit zwischen Mitte April und Mitte Juni, für Boots- und Fußtouren die Zeit zwischen Ende Juli bis Ende August.